# Androsace axillaris
Androsace axillaris là một loài thực vật có hoa trong họ Anh thảo. Loài này được (Franch.) Franch. mô tả khoa học đầu tiên năm 1895.